# Levinovac
Levinovac is een plaats in de gemeente Suhopolje in de Kroatische provincie Virovitica-Podravina. De plaats telt 282 inwoners (2001).